# Nikolái Naúmov
Nikolai Aleksandrovich Naumov (translitera al cirílico Николай Александрович Наумов ) ( 19 de marzo de 1888 – 6 de julio de 1959 ) fue un botánico, micólogo, fitopatólogo ruso.

## Algunas publicaciones
- Cyphelium ingricum Naumov, 1915

## Honores
- Premio Lenin, 1954

### Epónimos
géneros
- Naumovela Kravtz.
- Naumovia Dobrozr.
- Naumoviella Novot.

especies
- Amphisphaereia naumovii Gucev.
- Didymosporium naumovii Gutner
- Heteropatella naumovii Negru

- La abreviatura «Naumov» se emplea para indicar a Nikolái Naúmov como autoridad en la descripción y clasificación científica de los vegetales.[1]